# NGC 1242
NGC 1242 é uma galáxia espiral barrada (SBc) localizada na direcção da constelação de Eridanus. Possui uma declinação de -08° 54' 11" e uma ascensão recta de 3 horas, 11 minutos e 19,3 segundos.
A galáxia NGC 1242 foi descoberta em 15 de Dezembro de 1786 por William Herschel.